# Upokoj (wieś)
Upokoj (ros. Упокой) – wieś (ros. деревня, trb. dieriewnia) w zachodniej Rosji, w osiedlu wiejskim Pionierskoje rejonu smoleńskiego w obwodzie smoleńskim.

## Geografia
Miejscowość położona jest w dorzeczu Upokoja, 0,5 km od drogi regionalnej 66K-22 (Szczeczenki – Monastyrszczina), 21,5 km od drogi federalnej R135 (Smoleńsk – Krasnyj – Gusino), 18,5 km od drogi federalnej R120 (Orzeł – Briańsk – Smoleńsk – Witebsk), 39,5 km od drogi magistralnej M1 «Białoruś», 5 km od centrum administracyjnego osiedla wiejskiego (Sanniki), 29,5 km od Smoleńska.

## Demografia
W 2010 r. miejscowość zamieszkiwało 41 osób.